# Byttneria stenophylla
Byttneria stenophylla är en malvaväxtart som beskrevs av C.L. Cristobal. Byttneria stenophylla ingår i släktet Byttneria och familjen malvaväxter. Inga underarter finns listade i Catalogue of Life.